# Rita Elmôr
Rita Elmôr (São Paulo, 16 de março de 1974) é uma atriz brasileira. É bacharel em Artes Cênicas pela UniRio. Foi indicada ao Prêmio Shell de Melhor Atriz por sua atuação no monólogo Que Mistérios Tem Clarice, com textos de Clarice Lispector. É Pos-Graduada em filosofia pela PUC.

## Filmografia

### Televisão
| Ano  | Título                                | Personagem                              | Nota                                   |
| ---- | ------------------------------------- | --------------------------------------- | -------------------------------------- |
| 2001 | Os Maias                              | Teresa Silveira (Teresinha)             |                                        |
| 2008 | Capitu                                | Prima Justina                           |                                        |
| 2010 | Dalva e Herivelto: uma Canção de Amor | Victória Bonaiutti de Martino (Marlene) |                                        |
| 2010 | Separação?!                           | Anete                                   |                                        |
| 2011 | Macho Man                             | Venetta                                 |                                        |
| 2012 | A Grande Família                      | Agostinha                               | Episódio: "A Mão que Balança o Peito"  |
| 2012 | Adorável Psicose                      | Solange/ Soraya                         | Episódio: "Os Bigodes"                 |
| 2013 | Salve Jorge                           | Riva                                    | Episódio: "13–17 de maio"              |
| 2014 | As Canalhas                           | Rose                                    | Episódio: "Rose, A Terapeuta Exemplar" |
| 2014 | Boogie Oogie                          | Leonor Mascarenhas D'Andrea             |                                        |
| 2016 | Nada Será Como Antes                  | Marta                                   |                                        |
| 2017 | Cidade Proibida                       | Rita                                    | Episódio: "Caso Celeste"               |
| 2017 | TOC's de Dalila                       | Márcia                                  | Episódio: "Vou Te Dar Um Toque"        |
| 2018 | Deus Salve o Rei                      | Larissa                                 | Episódios: "2-31 de julho de 2018"     |

### Cinema
| Ano  | Título                       | Papel                       | Nota           |
| ---- | ---------------------------- | --------------------------- | -------------- |
| 2008 | De Corpo Inteiro             | Clarice Lispector           |                |
| 2011 | Cilada.com                   | Travesti                    |                |
| 2012 | Até que a Sorte nos Separe   | Laura da Silva Lima Bezerra |                |
| 2013 | Até que a Sorte nos Separe 2 | Laura da Silva Lima Bezerra |                |
| 2016 | Desativado Temporariamente   | Sequestradora               | Curta-metragem |

## Teatro
| Ano     | Peça                                         | Papel                 |
| ------- | -------------------------------------------- | --------------------- |
| 1998–00 | Que Mistérios Tem Clarice                    | Clarice Lispector     |
| 2001    | Estórias Roubadas                            | Lisa                  |
| 2001–02 | Hamlet                                       | Ofélia                |
| 2003    | Teresa D'Ávila, A Santa Descalça             | Teresa D'Ávila        |
| 2003–05 | Melanie Klein                                | Paula Heimann         |
| 2007    | Cora Coralina, Coração Encarnado             |                       |
| 2008    | A Mais Forte                                 |                       |
| 2008    | Avós, mulheres e couves brasileiras          |                       |
| 2009–10 | Agreste Malvarosa                            |                       |
| 2010    | Epheitos Kolaterais                          |                       |
| 2010    | Dois pra lá, dois pra cá                     |                       |
| 2010    | A Casa de Bernarda Alba                      | Martírio              |
| 2011    | Escola do Escândalo                          | Dona Benferina        |
| 2012    | Pai (Versão 1)                               | Alzira Pontes Pastore |
| 2013    | Vestido de Noiva                             | Lúcia                 |
| 2013    | Pai (Versão 2)                               | Alzira Pontes Pastore |
| 2013–14 | Orgulhosa Demais, Frágil Demais              | Maria Callas          |
| 2015–17 | Clarice Lispector & Eu – O Mundo Não é Chato | Clarice Lispector     |

## Prêmios e indicações
| Ano  | Prêmio                   | Categoria                   | Trabalho                                     | Resultado | Ref    |
| ---- | ------------------------ | --------------------------- | -------------------------------------------- | --------- | ------ |
| 1998 | Prêmio Shell             | Melhor Atriz                | Que Mistérios Tem Clarice                    | Indicado  |        |
| 2011 | Troféu Top Of Business   | Destaque da TV              | Macho Man                                    | Venceu    | [ 10 ] |
| 2011 | Prêmio Qualidade Brasil  | Melhor Atriz Teatro Comédia | Epheitos Kolaterais                          | Indicado  | [ 11 ] |
| 2016 | Prêmio Botequim Cultural | Melhor Atriz                | Clarice Lispector & Eu – O Mundo Não é Chato | Indicado  | [ 12 ] |